# 우츠미 아키코
우츠미 아키코(일본어: 内海 安希子 うつみ あきこ[*], 7월 24일~)는 일본의 성우이다. 전 다카라즈카 가극단 츠키구미 소속 여역이다.
미야기현 센다이시, 미야기 제1여자고등학교 출신이다. 키 161cm, 애칭은 "카렌", "앗코"이다. 재단 시절의 예명은 미소라 카렌(美宙 果恋)이었다.
소속사는 아오니 프로덕션이다.

## 약력
2005년, 다카라즈카 음악학교 입학하였다.
2007년, 다카라즈카 가극단 93기생으로 입단. 입단 당시 성적 41등. 호시구미 공연 「벚꽃／시크릿 헌터」로 미소라 카렌(美宙 果恋)으로써 초무대. 그 후 츠키구미에 배속되었다.
2011년 5월 29일, 「장미나라의 왕자／ONE」 도쿄 공연 천추락을 기해, 다카라즈카 가극단을 퇴단하였다.
퇴단 후에 아오이주쿠 오사카학교를 32기생으로 졸업 후, 아오이 프로덕션 소속이 되어, 우츠미 아키코(内海安希子)로서 성우 활동을 시작했다.